# Stéphanie Le Bail
Pour les articles homonymes, voir Le Bail.
Stéphanie Le Bail (née à Paris le 20 décembre 1982) est une écrivaine française.

## Biographie
Elle entre à l'Institut d'études politiques d'Aix-en-Provence, avant de passer un an en Chine dans une école d'art et de décrocher en 2007 un MBA en management de luxe.
Elle assure la rédaction en chef d'un magazine équestre entre 2008 et 2010 et consacre son premier roman, Un seul corps, à ce thème.

## Ouvrages
Elle collabore avec des politiciens et économistes et se spécialise dans les biographies.
Parallèlement, elle publie également diverses œuvres littéraires.

### Essais et entretiens
- Le Luxionnaire, Éditions France-Empire, 2010.
- Demain la Tunisie, entretiens avec Jacques Lanxade, Éditions France-Empire, 2011.
- Le Luxe entre business et culture, essai, Éditions France-Empire, 2011.
- Le Tour du monde en 80 ans, entretiens avec Jean Lacouture, Éditions France-Empire, 2012.
- Ardeur et Mystère, entretiens avec Saint-Geniès, Editions France-Empire, 2013.

### Littérature
- Un seul corps, roman, Éditions du Rocher, 2012.
- Les plus belles lettres qui ont fait la France, anthologie, en collaboration avec Jean Castarède, Éditions France-Empire, 2012.
- Le bruit de l'eau, haïkus, Éditions Glyphe, 2013.
- Les Confessions du Diable, pièce mise en scène au Théâtre du Nord-Ouest et publiée aux Éditions France-Empire, 2013.
- Nouvelles du couple, recueil sous la direction de Samuel Dock, Editions France-Empire, 2014.
- Le vers et le bleu, pantuns, Éditions Glyphe, 2017.